# Jean-Louis Chenillion
Jean-Louis Chenillion est un sculpteur français né à Auteuil le 15 novembre 1810 et mort à Paris le 31 octobre 1875.

## Biographie
Jean-Louis Chenillion est né à Auteuil le 15 novembre 1810. Il est le fils de Pierre-Charles-Louis Chenillion, jardinier, et de Marie-Louise Beaugrand. Protégé par le marquis de Talhouët, il passe son enfance dans la propriété de ce dernier, au château du Lude au Lude ; il finit par se considérer comme originaire de ce pays.
Revenu à Paris pour étudier, il devient élève de David d'Angers et entre à l'École des beaux-arts, le 5 octobre 1829. Il est possible qu'il se soit initié à la peinture car, à partir de 1853, on cite au nombre de ses maîtres Charles-François Daubigny, le peintre paysagiste, plus jeune que lui de sept ans.
Il débute au Salon de 1835 avec une statue en plâtre de Jeune captif ; il continua de prendre part régulièrement à chaque exposition. Dès le commencement de sa carrière, il obtient d'exécuter pour le roi une copie en marbre du buste de Thomas Corneille par Jean-Jacques Caffieri et, de 1839 à 1816, il reçoit deux autres commandes officielles et plusieurs encouragements pécuniaires payés sur les fonds de la liste civile.
Vers cette époque, il semble vivre une situation financière précaire et adresse une requête au directeur des Beaux-Arts le 10 juillet 1847 qui lui permet de recevoir une commande : l'artiste fut chargé d'entreprendre, moyennant le prix de 6 000 francs, une statue de Saint Julien destinée à la cathédrale du Mans, qui possédait déjà de lui deux figures en pierre, église pour laquelle, plus tard, il sculpte encore le Monument funéraire de l'évêque Jean-Baptiste Bouvier.
À Paris, Chenillion collabore sous la direction de Viollet-le-Duc à la restauration de Notre-Dame ; il travaille aussi pour les églises de Saint-Vincent-de-Paul et de Sainte-Clotilde et pour la tour Saint-Jacques-la-Boucherie. À Moulins, on lui doit cinq statues en pierre qui décorent la façade et les deux tours de la cathédrale. Dans l'église du Lude, il exécute une figure de saint Paul. Il est l'auteur du buste en bronze du Monument à Collin d'Harleville érigé à Maintenon[réf. souhaitée]. Enfin, ses œuvres sont conservées dans des musées français.
Il remporte une médaille de deuxième classe au Salon de 1873, avec un groupe en plâtre représentant un Jeune berger pansant son chien blessé, groupe exposé en bronze en 1876 et envoyé ensuite par l'État au musée des Beaux-Arts de Chartres.
Jean-Louis Chenillion meurt à Paris le 31 octobre 1875 ; il demeurait alors au 32, rue du Montparnasse.

Œuvres de Chenillion
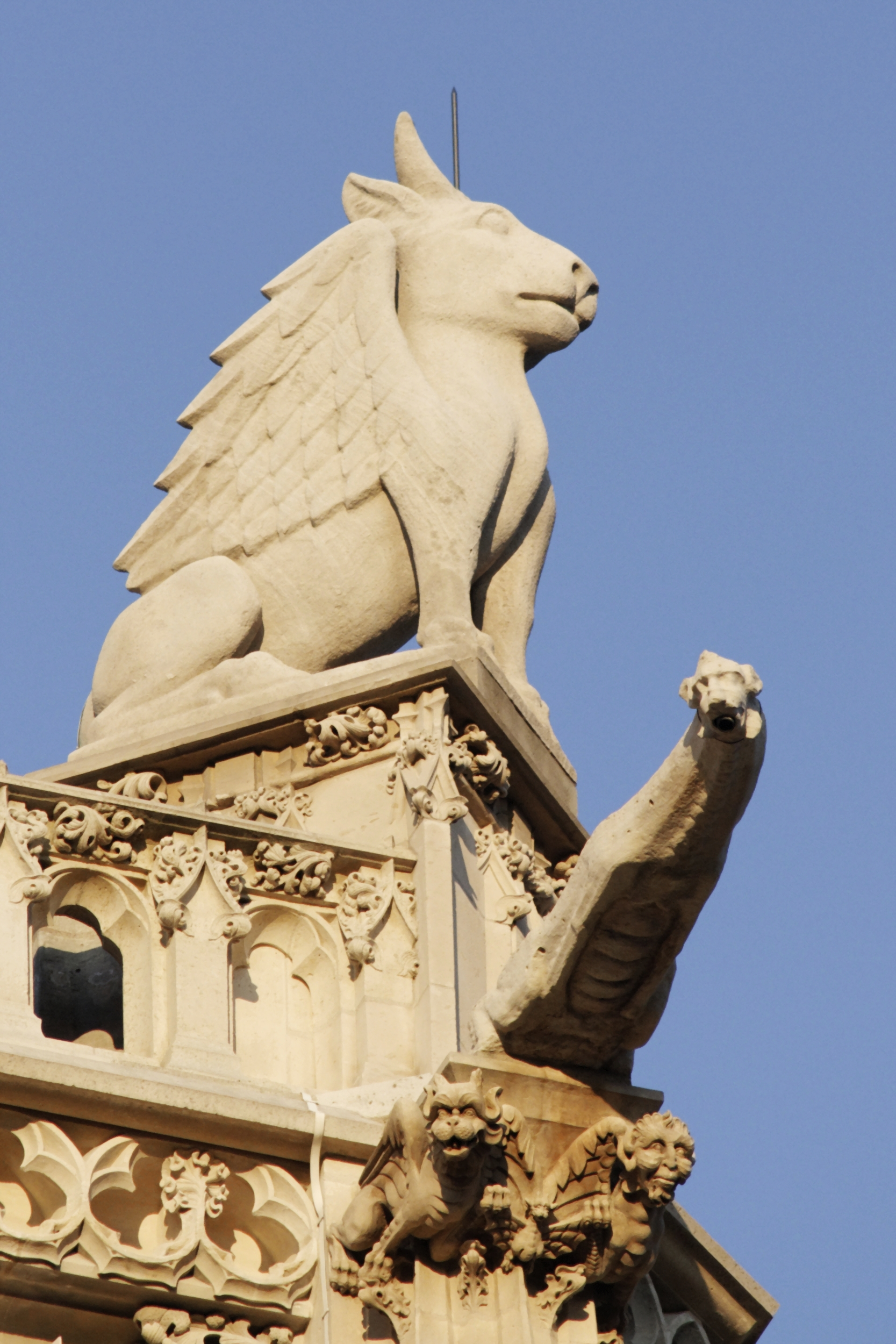
Le bœuf ailé de saint Luc (Tour Saint-Jacques, Paris)
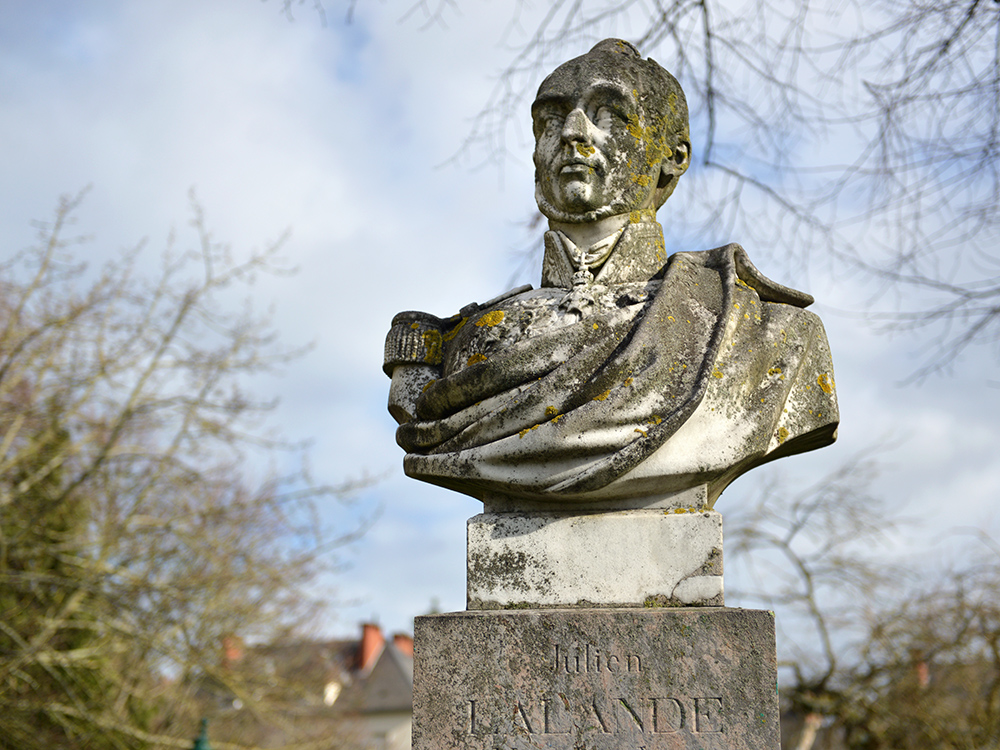
Buste de Julien Lalande (1847, Parc de Tessé, Le Mans, Sarthe)
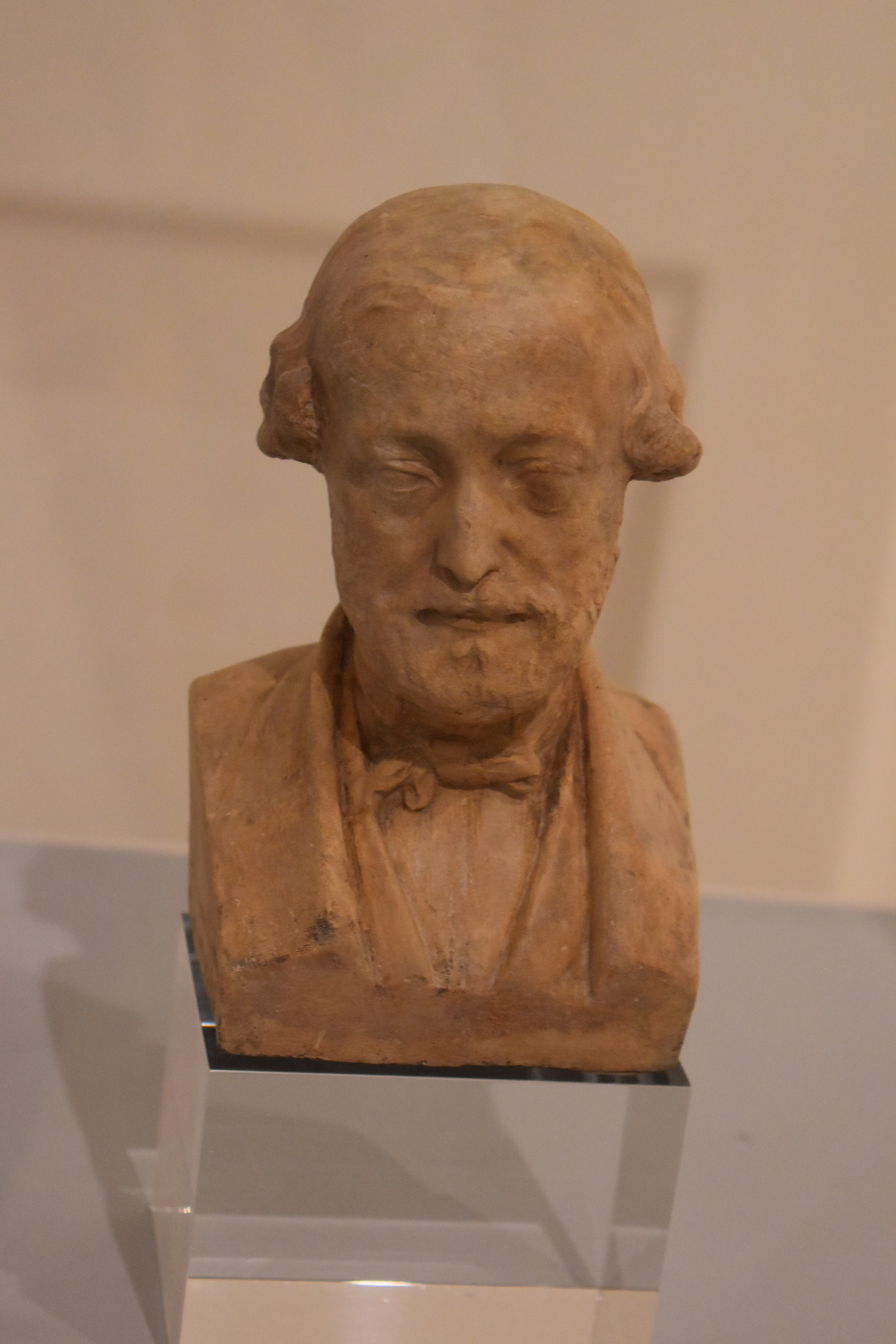
Buste de Viollet-le-Duc (1857, Fonds Poussielgue)
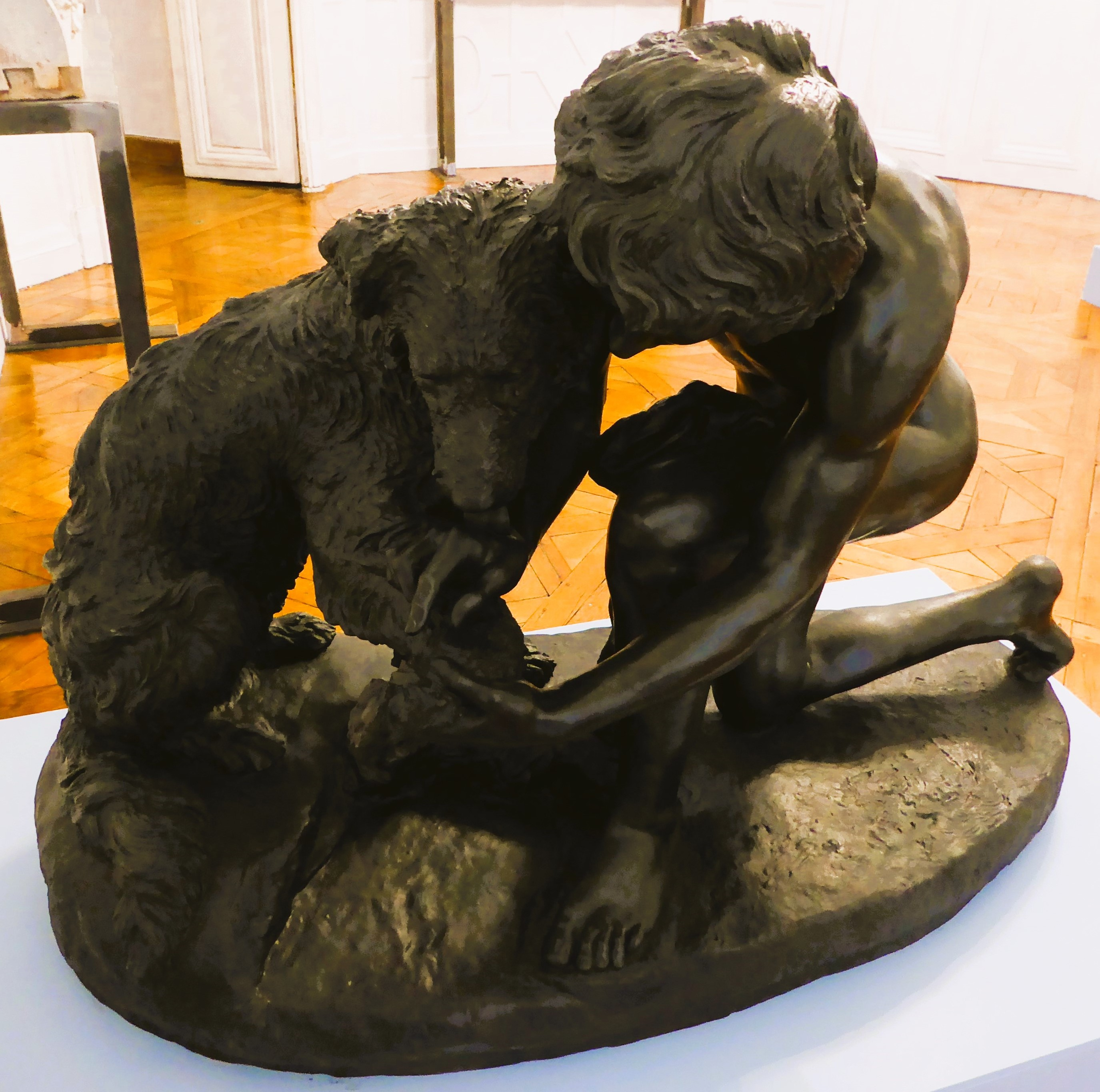
Jeune berger pansant son chien blessé (bronze, 1876, musée des Beaux-Arts de Chartres).